# Primeira Divisão de Andorra
A Liga Nacional de Futebol (em catalão, Lliga Nacional de Futbol) é a principal competição de Futebol em Andorra. É organizada pela Federação Andorrana de Futebol.  A liga tem atualmente duas divisões com um sistema de promoção e rebaixamento.
Em julho de 2023, ocupa a 53ª colocação entre as 55 ligas de maior coeficiente de competitividade no ranking da UEFA.

## História
A liga foi lançada em 1995 pela Federação Andorrana de Futebol, que por sua vez tinha sido criada apenas um ano antes, em 1994.
Todos os clubes são amadores, tal como a grande maioria dos jogadores. Todas as equipas da liga andorrana partilham o mesmo estádio, o Estadi Comunal d'Aixovall. Além de todos os jogos do campeonato, este local também recebe jogos Copa Constitució e a Supercopa.
A mais conhecida equipa de Andorra, FC Andorra, nunca participou nesta Liga, pois está registada na Real Federação Espanhola de Futebol e como tal toma parte nas ligas inferiores espanholas, apesar de a maioria dos seus jogadores ser de nacionalidade andorrana. 

## Participantes 2021–22
| Equipe                  | Paróquia            |
| ----------------------- | ------------------- |
| Inter Club d'Escaldes   | Escaldes-Engordany  |
| CE Carroi               | Andorra-a-Velha     |
| FC Ordino               | Ordino              |
| FC Santa Coloma         | Andorra-a-Velha     |
| UE Engordany            | Escaldes-Engordany  |
| Atlètic Club d'Escaldes | Escaldes-Engordany  |
| UE Santa Coloma         | Andorra-a-Velha     |
| UE Sant Julià           | Sant Julià de Lòria |

## Estádios
| Estádio                           | Local                | Capacidade |
| --------------------------------- | -------------------- | ---------- |
| Camp d'Esports d'Aixovall         | Sant Julià de Lòria  | 1,000      |
| Centre Esportiu d'Alàs            | Alàs i Cerc (Lleida) | 1,500      |
| Estadi Comunal d'Andorra la Vella | Andorra-a-Velha      | 1,300      |
| Centre Esportiu d'Ordino          | Ordino               | 200        |
| Centre d'Entrenaments             | Andorra-a-Velha      | 300        |
| Camp de Futbol d'Encamp           | Encamp               | 550        |

## Campeões
| Época            | Campeão [carece de fontes?] | Vice-Campeão            | 3º Lugar                |
| ---------------- | --------------------------- | ----------------------- | ----------------------- |
| 1994-95          | FC Santa Coloma             |                         |                         |
| 1995-96          | Futbol Club Encamp          | Club Esportiu Principat | FC Santa Coloma         |
| 1996-97          | Club Esportiu Principat     | FC Andorra Veteranos    | Futbol Club Encamp      |
| 1997-98          | Club Esportiu Principat     | FC Santa Coloma         | Futbol Club Encamp      |
| 1998-99          | Club Esportiu Principat     | FC Santa Coloma         | Futbol Club Encamp      |
| 1999-2000        | Constel·lació Esportiva     | FC Santa Coloma         | Inter d'Escaldes        |
| 2000-01          | FC Santa Coloma             | UE Sant Julià           | Inter d'Escaldes        |
| 2001-02          | Futbol Club Encamp          | UE Sant Julià           | FC Santa Coloma         |
| 2002-03          | FC Santa Coloma             | Futbol Club Encamp      | UE Sant Julià           |
| 2003-04          | FC Santa Coloma             | UE Sant Julià           | FC Rànger's             |
| 2004-05          | UE Sant Julià               | FC Rànger's             | FC Santa Coloma         |
| 2005-06          | FC Rànger's                 | UE Sant Julià           | FC Santa Coloma         |
| 2006-07          | FC Rànger's                 | FC Santa Coloma         | UE Sant Julià           |
| 2007-08          | FC Santa Coloma             | UE Sant Julià           | FC Rànger's             |
| 2008-09          | UE Sant Julià               | FC Santa Coloma         | Club Esportiu Principat |
| 2009-10          | FC Santa Coloma             | UE Santa Coloma         | UE Sant Julià           |
| 2010-11 Detalhes | FC Santa Coloma             | UE Sant Julià           | Lusitanos               |
| 2011-12          | FC Lusitanos                | FC Santa Coloma         | UE Santa Coloma         |
| 2012-13          | FC Lusitanos                | FC Santa Coloma         | UE Santa Coloma         |
| 2013-14          | FC Santa Coloma             | UE Santa Coloma         | UE Sant Julià           |
| 2014-15          | FC Santa Coloma             | FC Lusitanos            | UE Santa Coloma         |
| 2015-16          | FC Santa Coloma             | FC Lusitanos            | UE Sant Julià           |
| 2016-17          | FC Santa Coloma             | Sant Julià              | UE Santa Coloma         |
| 2017-18          | FC Santa Coloma             | Engordany               | UE Sant Julià           |
| 2018-19          | FC Santa Coloma             | Sant Julià              | Inter Club d'Escaldes   |
| 2019-20          | Inter Club d'Escaldes       | FC Santa Coloma         | Engordany               |
| 2020-21          | Inter Club d'Escaldes       | Sant Julià              | FC Santa Coloma         |
| 2021-22          | Inter Club d'Escaldes       | UE Santa Coloma         | Sant Julià              |
| 2022-23          | Atlètic d'Escaldes          | Inter Club d'Escaldes   | FC Santa Coloma         |

## Performance por clube
| Clube                    | Campeão | Vice-campeão | Terceiro Colocado | Anos como Campeão                                                            | Anos como Vice-campeão                               | Anos como Terceiro Colocado              |
| ------------------------ | ------- | ------------ | ----------------- | ---------------------------------------------------------------------------- | ---------------------------------------------------- | ---------------------------------------- |
| FC Santa Colomac         | 13      | 8            | 6                 | 1995, 2001, 2003, 2004, 2008, 2010, 2011, 2014, 2015, 2016, 2017, 2018, 2019 | 1998, 1999, 2000, 2007, 2009, 2012, 2013, 2020       | 1996, 2002, 2005, 2006, 2021, 2023       |
| Club Esportiu Principatb | 3       | 1            | 1                 | 1997, 1998, 1999                                                             | 1996                                                 | 2009                                     |
| Inter Escaldes           | 3       | 1            | 3                 | 2020, 2021, 2022                                                             | 2023                                                 | 2000, 2001, 2019                         |
| UE Sant Juliàc           | 2       | 9            | 7                 | 2005, 2009                                                                   | 2001, 2002, 2004, 2006, 2008, 2011, 2017, 2019, 2021 | 2003, 2007, 2010, 2014, 2016, 2018, 2022 |
| FC Lusitanosb            | 2       | 2            | 1                 | 2012, 2013                                                                   | 2015, 2016                                           | 2011                                     |
| FC Rànger's              | 2       | 1            | 2                 | 2006, 2007                                                                   | 2005                                                 | 2004, 2008                               |
| Constelació Esportivab   | 1       | 0            | 0                 | 2000                                                                         | –                                                    | –                                        |
| Atlètic d'Escaldes       | 1       | 0            | 0                 | 2023                                                                         | –                                                    | –                                        |
| UE Santa Coloma          | 0       | 3            | 4                 | –                                                                            | 2010, 2014, 2022                                     | 2012, 2013, 2015, 2017                   |
| Engordany                | 0       | 1            | 1                 | –                                                                            | 2018                                                 | 2020                                     |
| FC Andorra Veteransa     | 0       | 1            | 0                 | –                                                                            | 1997                                                 | –                                        |

Negrito: indica clubes que atualmente disputam a divisão cimeira.

a: Clubes que atualmente não competem.

b: Clube dissolvido.

c: Membros fundadores nunca despromovidos da Primera Divisió.

## Performance por paróquia
| Brasão | Paróquia            | Campeão | Vice-Campeão | Terceiro Lugar | Equipes Campeãs                                                                                                   |
| ------ | ------------------- | ------- | ------------ | -------------- | --- |
|        | Andorra-a-Velha     | 21      | 16           | 14             | FC Santa Coloma (13), Club Esportiu Principat (3), FC Rànger's (2), FC Lusitanos (2), Constel·lació Esportiva (1) |
|        | Escaldes-Engordany  | 4       | 2            | 4              | Inter Club d'Escaldes (3), Atlètic d'Escaldes (1)                                                                 |
|        | Sant Julià de Lòria | 2       | 9            | 7              | UE Sant Julià (2)                                                                                                 |
|        | Encamp              | 2       | 1            | 3              | Futbol Club Encamp                                                                                                |